# 奥古斯特·孔德路

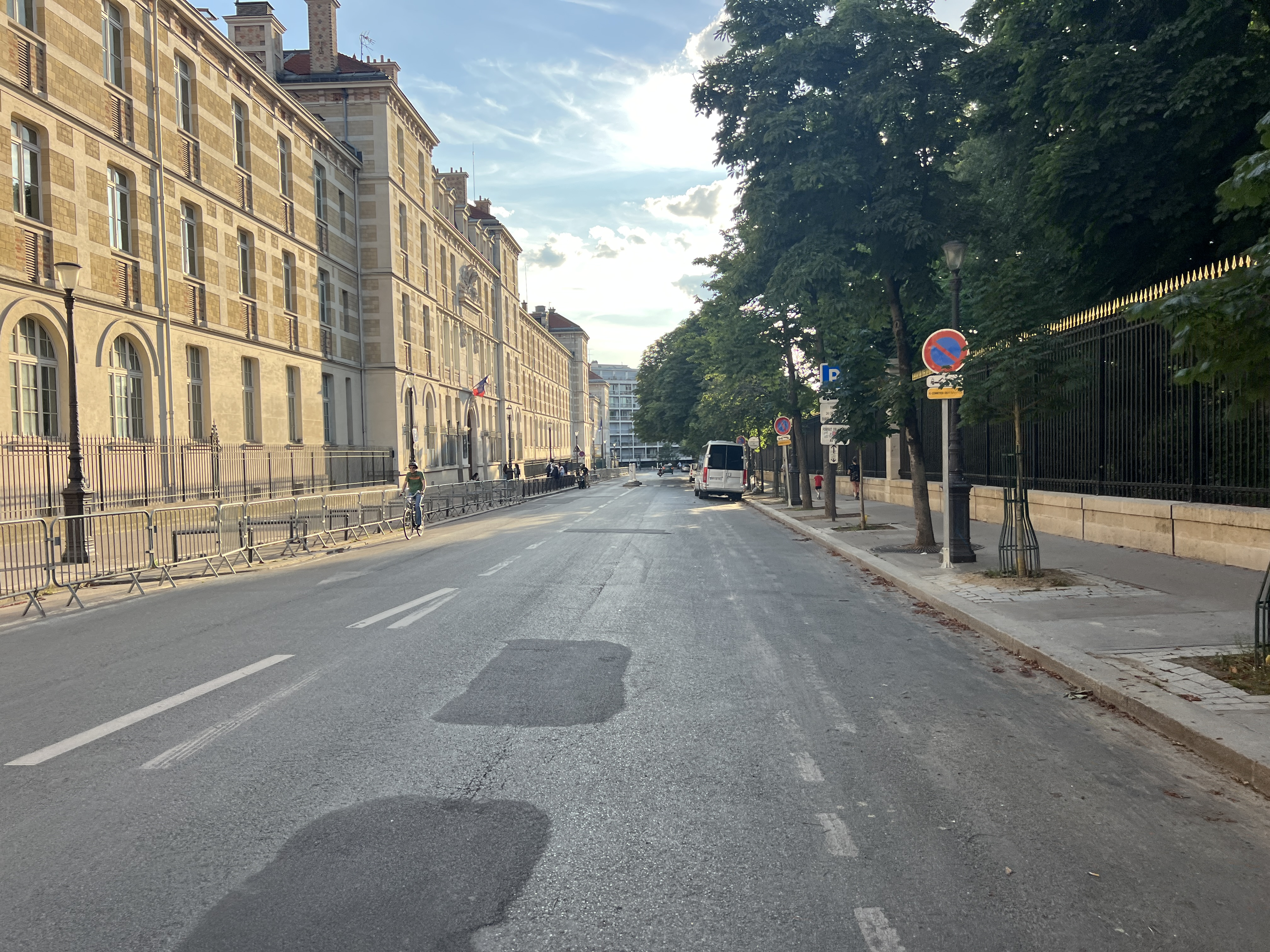
奧古斯特·孔德路（2023年6月）

奥古斯特·孔德路（Rue Auguste-Comte）是巴黎第六区的一条街道，东西走向，东起圣米歇尔大道66号，西止于 rue d'Assas 57号。长435米，宽20米。

## 交通
附近的地铁站是田野圣母院站（Notre-Dame-des-Champs，12号线）, 和卢森堡站（gare du Luxembourg，大区快铁B线）。

## 名称

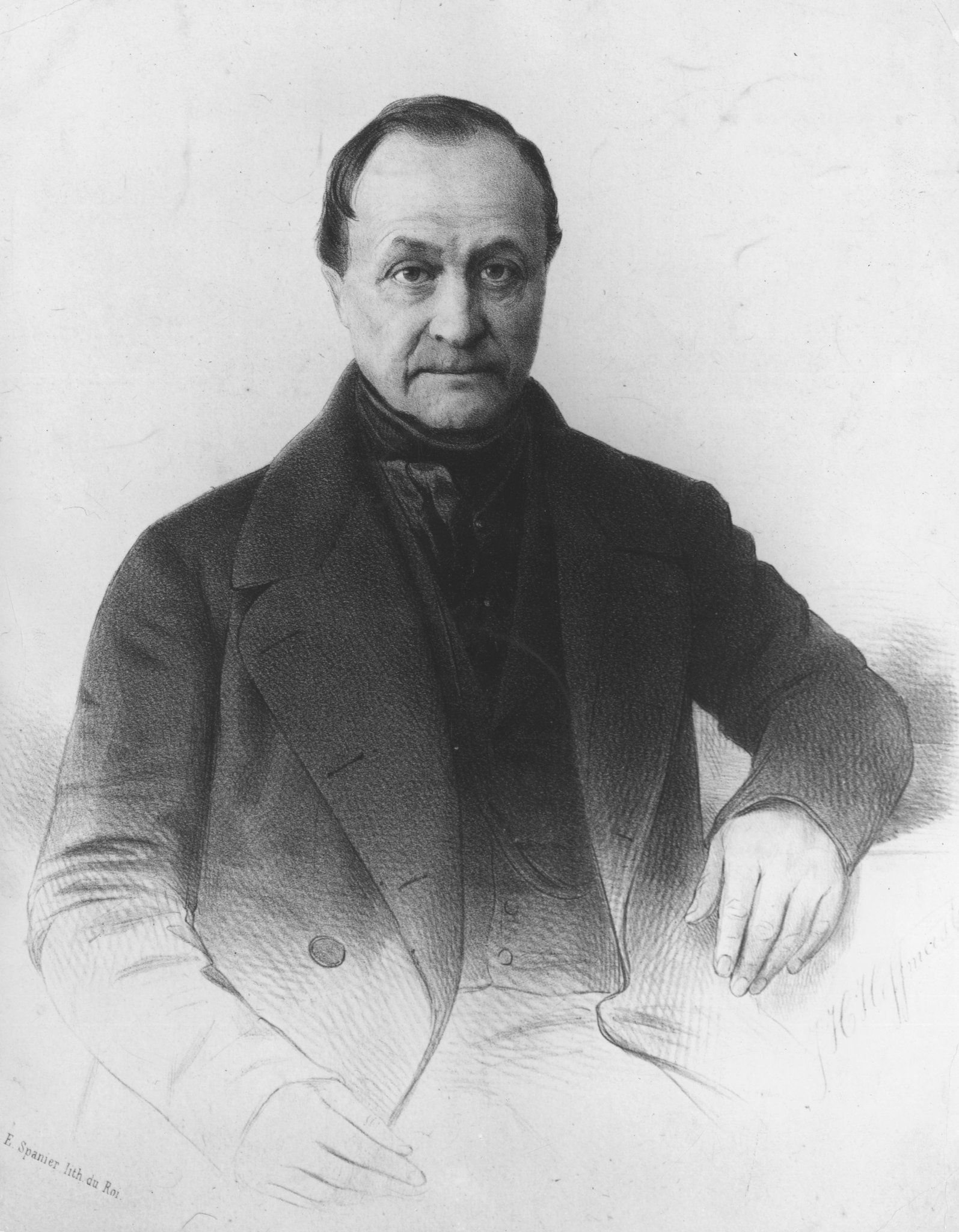
奥古斯特·孔德

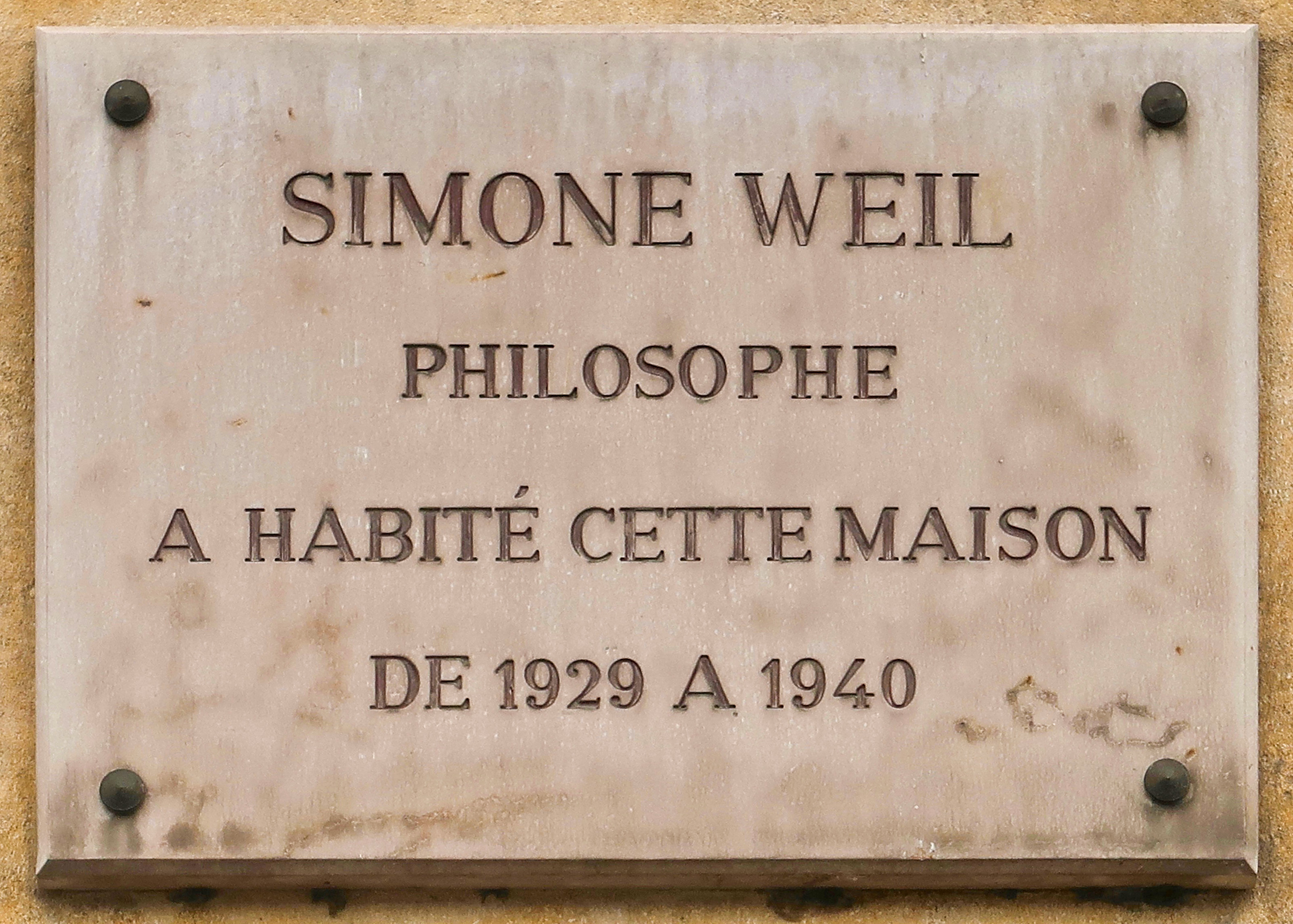
3号

奥古斯特·孔德路得名于法国哲学家奥古斯特·孔德 (1798-1857).

## 历史
开辟于1866年，原名 Rue de l'Abbé-de-L'Épée。。1885年11月10日，圣米歇尔大道以西段改名为“奥古斯特·孔德路”。

## 建筑
- 卢森堡公园.
- 3号, 哲学家西蒙娜·韦伊故居（1929-1940）。1933年，这里接待了列夫·达维多维奇·托洛茨基[4]
- 国家行政学院
- 17号，蒙田中学（lycée Montaigne）

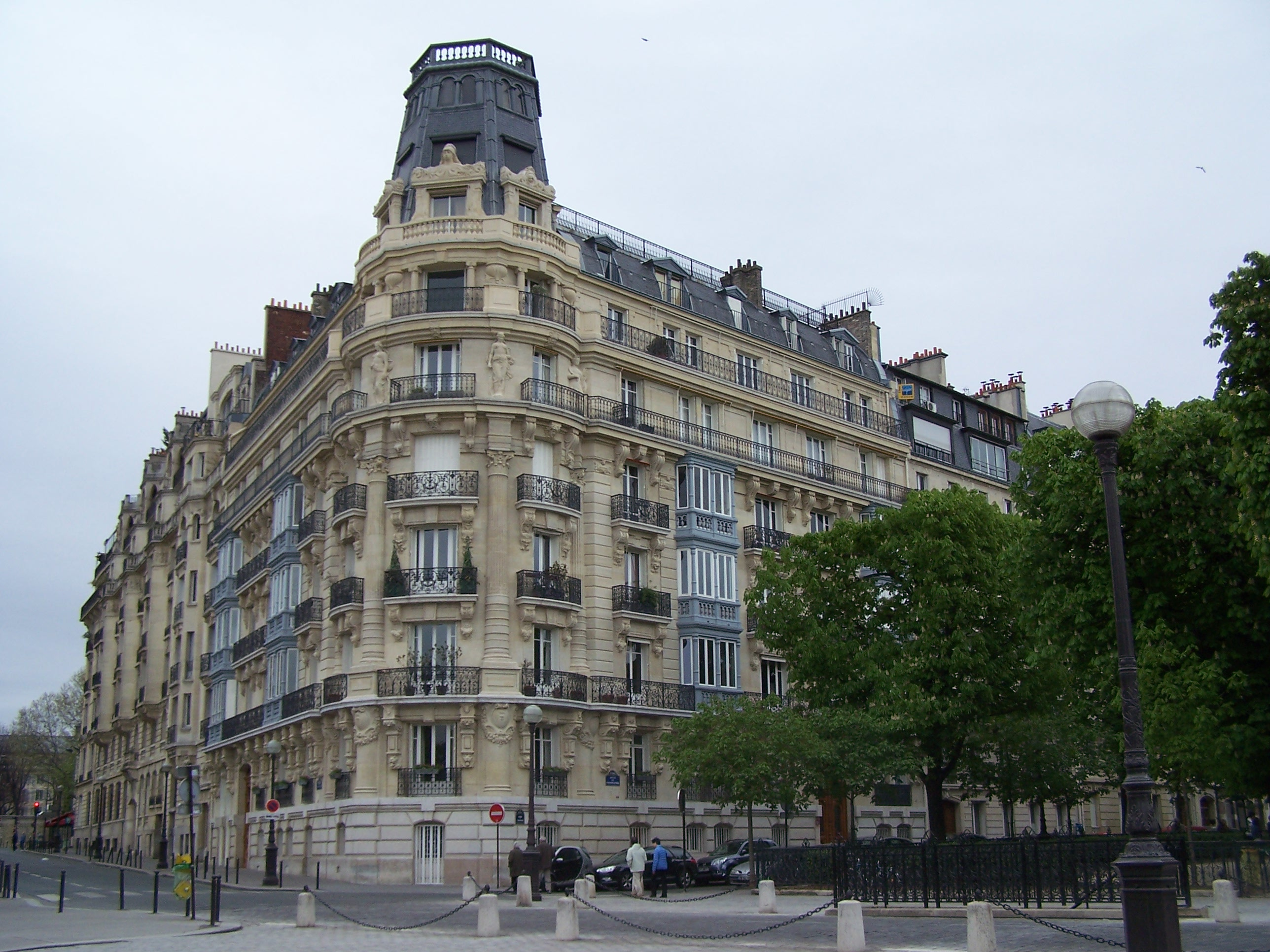
7号
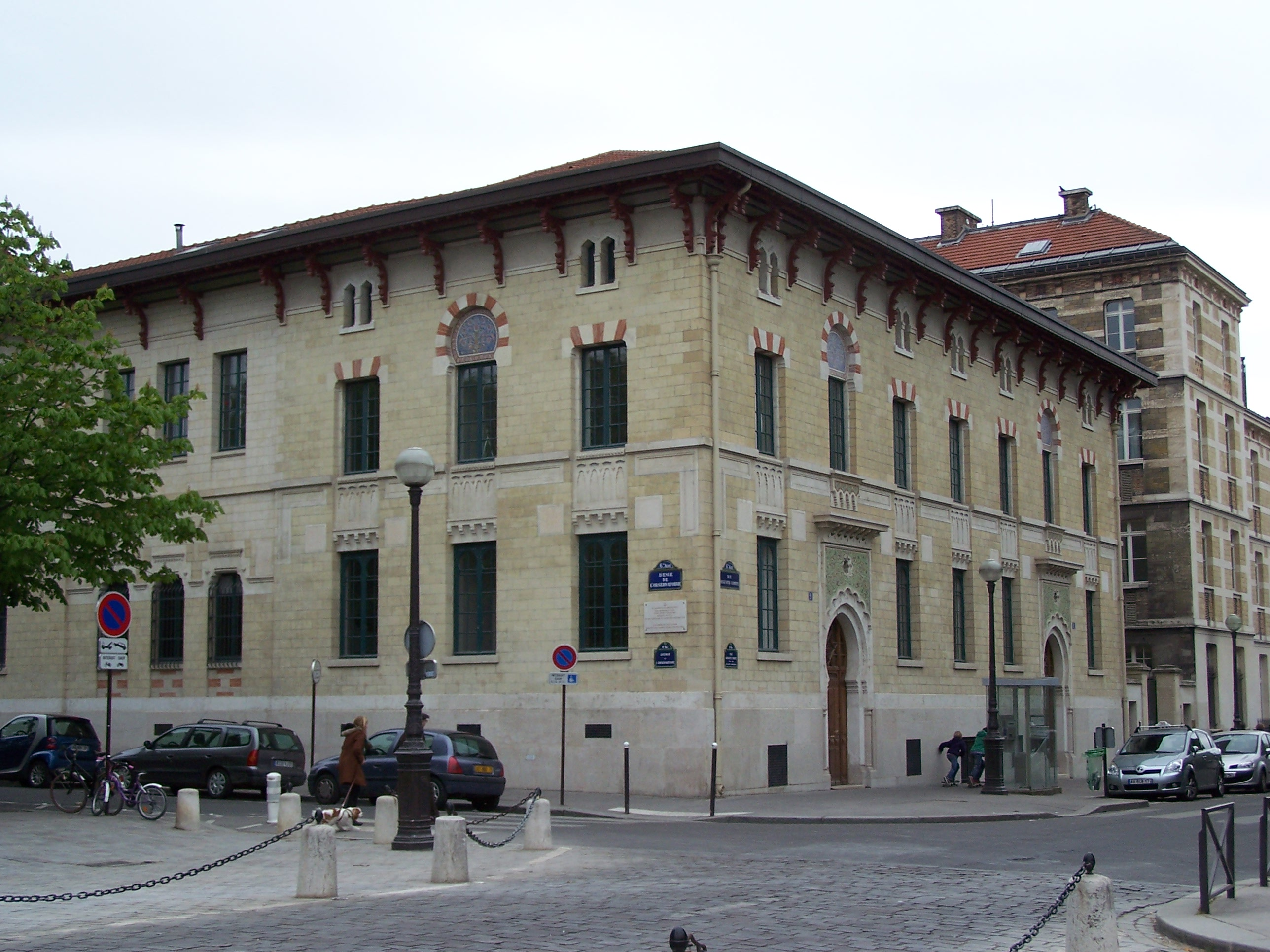
国家行政学院
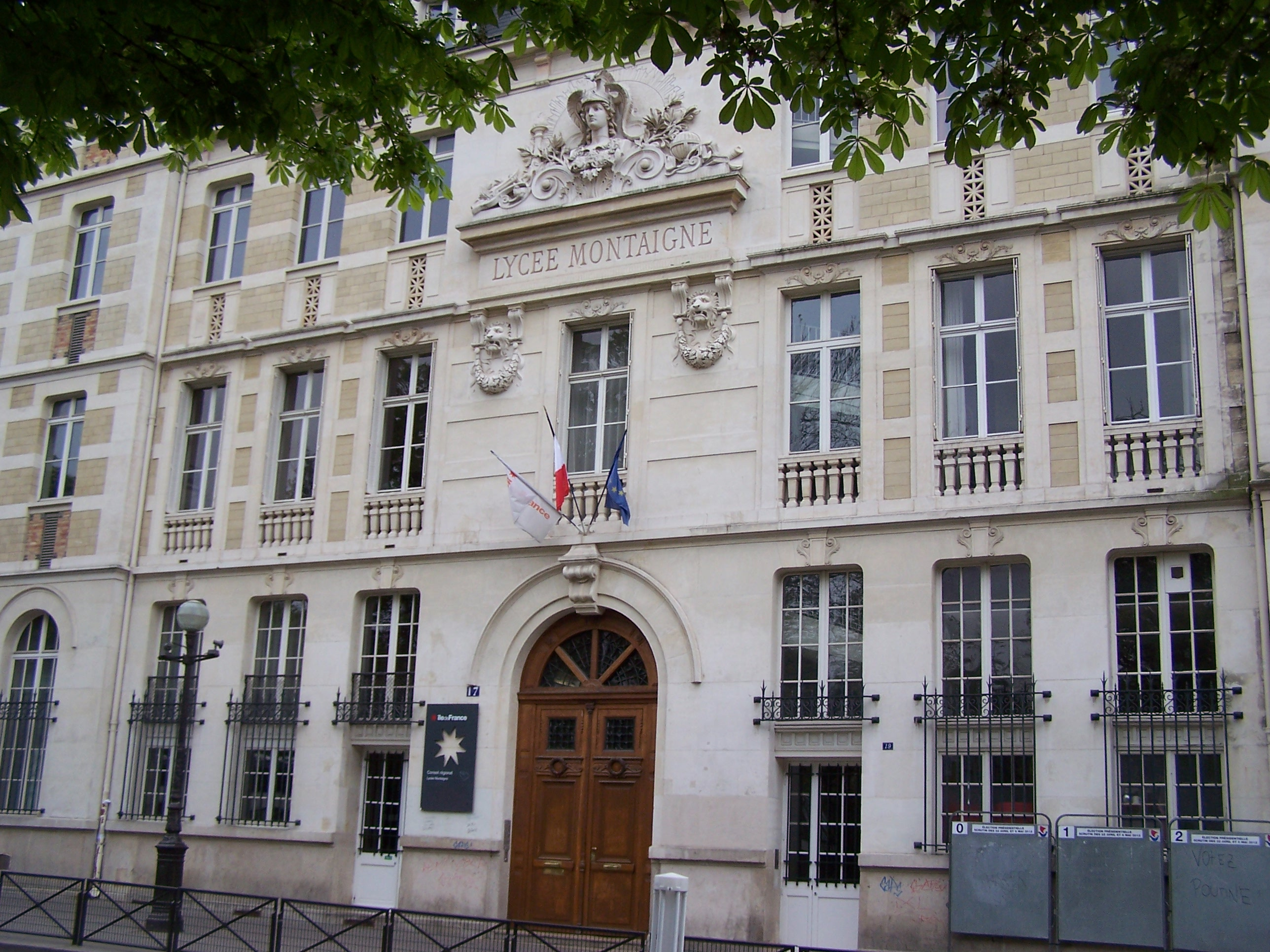
蒙田中学